# إدورادو بريزو
إدورادو بريزو (بالإسبانية: Eduardo Berizzo)‏ (13 نوفمبر 1969 بوينس آيرس الأرجنتين - ) هو لاعب كرة قدم أرجنتيني سابق، كان يلعب كمدافع.

## مسيرته الكروية
لعب إدورادو بريزو خلال مسيرته الاحترافية مع 6 أندية في عشرون موسمًا وسجل خلالها 31 هدفًا ضمن 473 مباراة. ولم يفز بأي موسم بالكأس وفاز في خمسة مواسم بالدوري.
خاض إدورادو بريزو مسيرته مع FC Barcelona (beach soccer) ‏ في موسم 1988–89 ليلعب معه خمسة مواسم، مشاركًا في 126 مباراة سجل خلالها 10 أهداف. ثم انتقل إلى نادي أطلس في موسم 1993–94 واستمر معه طيلة ثلاثة مواسم، حيث شارك في 94 مباراة سجل خلالها 10 أهداف أيضًا. لينتقل بعدها إلى نادي ريفر بليت في موسم 1996–97 ليلعب معه خمسة مواسم، مشاركًا في 124 مباراة سجل خلالها 5 أهداف. ثم انتقل إلى نادي سيلتا فيغو في موسم 2000–01 ليلعب معه خمسة مواسم، مشاركًا في 102 مباراة سجل خلالها 6 أهداف. هذا وانتقل لاحقًا إلى نادي قادش في موسم 2005–06 لمدة موسم واحد، مشاركًا في 14 مباراة ولم يسجل أي هدف.

## وصلات خارجية
إدورادو بريزو على موقع الاتحاد الدولي (مؤرشف)  (الإنجليزية)
- إدورادو بريزو على موقع الاتحاد الأوربي (الإنجليزية)
- إدورادو بريزو على موقع رابطة كرة القدم الفرنسية للمحترفين (الإنجليزية)
- إدورادو بريزو على موقع قاعدة بيانات كرة القدم.إي يو (الإنجليزية)
- إدورادو بريزو على موقع ليكيب (الفرنسية)
- إدورادو بريزو على موقع ناشيونال فوتبول تيمز (الإنجليزية)